# Baldwin Leighton (7e baronnet)
Baldwin Leighton, 7e baronnet (14 mai 1805 - 26 février 1871) est un propriétaire foncier et homme politique britannique, qui siège à la Chambre des communes de 1859 à 1865. 

## Biographie
Il est le fils de Baldwin Leighton (6e baronnet) et de sa deuxième épouse Anne Stanley d'Alderley, Cheshire. Son père est un général d'armée et gouverneur du Château de Carrickfergus, et hérite du titre de baronnet, avec des domaines centrés à Loton Park, Shropshire, de son cousin en 1819. Leighton hérite du titre de baronnet de son père en 1828 et est haut shérif du Shropshire en 1835. Il sert dans la yeomanry locale, initialement comme cornet en 1824 et capitaine en 1828 dans la cavalerie de Shrewsbury Yeomanry d'alors, continuant à servir après leur fusion avec la cavalerie de Yeomanry de Salopie du Sud au cours de la dernière année. 

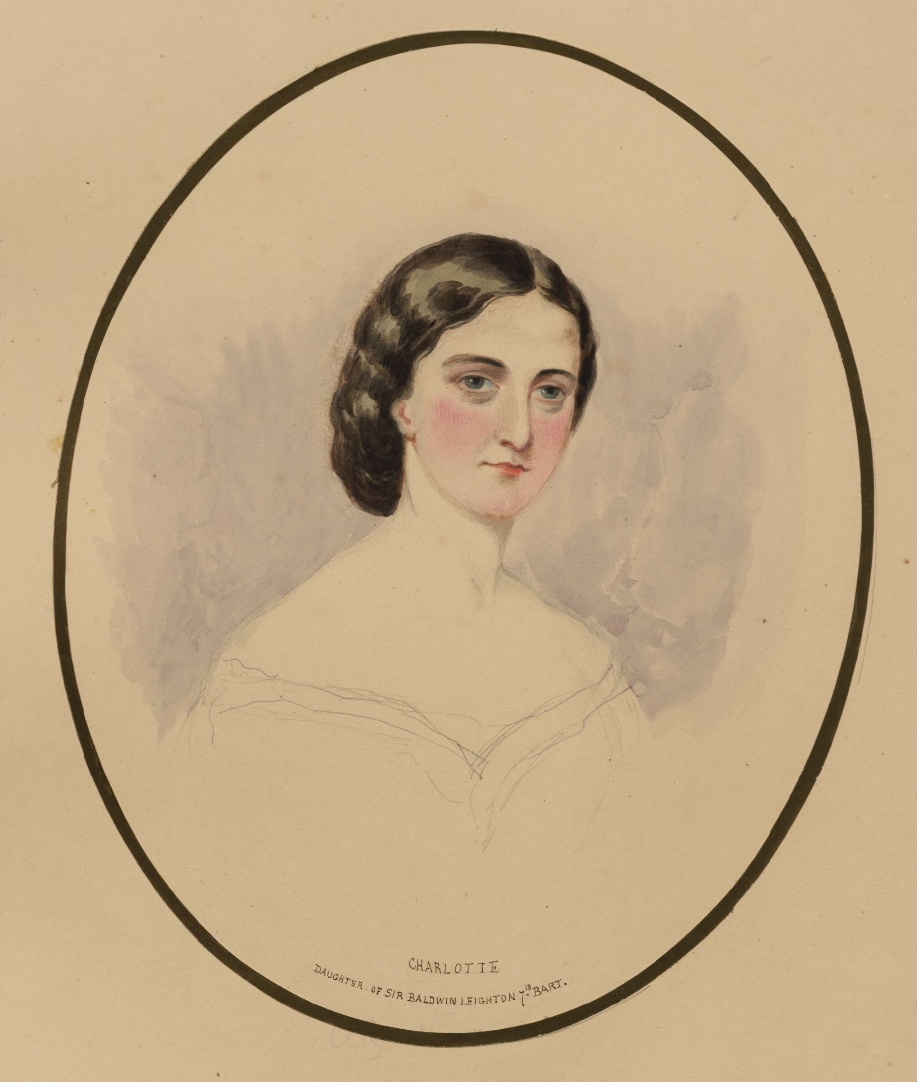
Charlotte d. de Sir Baldwyn Leighton peint par sa mère

Aux élections générales de 1859, Leighton est élu député de South Shropshire. Il occupe le siège jusqu'aux élections générales de 1865. 
Leighton épouse Mary Parker de Sweeney Hall près d'Oswestry, Shropshire, en 1832. Elle hérite du domaine Sweeney à la mort de son frère le révérend John Parker, artiste amateur et peintre prolifique. Elle est également un artiste amateur très compétente et elle a notamment peint un portrait de son mari en tenue égyptienne . 
Leurs fils Baldwyn Leighton et Stanley Leighton représentent tous deux le Shropshire au Parlement. Leur fille Charlotte épouse le général William Feilding (général) (en). 
Leighton est décédé à Norton Hall, près de Daventry, dans le Northamptonshire, le 26 janvier 1871, à l'âge de 65 ans, et est enterré dans le cimetière paroissial de St Michael, à Alberbury, à Loton Park. 